# Grande Prêmio dos Estados Unidos de 1970
Resultados do Grande Prêmio dos Estados Unidos de Fórmula 1 realizado em Watkins Glen em 4 de outubro de 1970. Décima segunda etapa do campeonato, nela Emerson Fittipaldi, da Lotus-Ford, conseguiu a primeira vitória de sua carreira com Pedro Rodríguez em segundo pela BRM e Reine Wisell em terceiro pela Lotus-Ford. Graças a esse resultado a equipe de Colin Chapman assegurou o título de Jochen Rindt, o único campeão mundial post-mortem na história da categoria.

## Resumo

### Lotus versus Ferrari
Presente na Fórmula 1 desde o Grande Prêmio de Mônaco de 1958, a Lotus somou 41 vitórias e três títulos mundiais de pilotos com Jim Clark e Graham Hill, além de igual número de títulos entre os construtores antes de chegar aos Estados Unidos para mais uma etapa do campeonato de 1970. Por sua vez a Ferrari conseguiu 45 vitórias, seis títulos mundiais de pilotos e dois de construtores desde a sua estreia no Grande Prêmio de Mônaco de 1950, graças aos talentos de Alberto Ascari, Juan Manuel Fangio, Mike Hawthorn, Phil Hill e John Surtees, dentre outros condutores de parte a parte.
Equivalentes em termos numéricos, os dois times chegaram à pista de Watkins Glen International em situações distintas: a Lotus não disputou as duas últimas provas em respeito à memória de Jochen Rindt, morto em 5 de setembro durante os treinos para o Grande Prêmio da Itália, enquanto a Ferrari soma três vitórias consecutivas, razão pela qual Jochen Rindt lidera o campeonato com 45 pontos enquanto Jacky Ickx vem a seguir com 28 pontos, sendo o único piloto capaz de tomar o título do finado corredor austríaco.
A morte trágica de Jochen Rindt foi seguida pela aposentadoria de John Miles, titulares da Lotus até a estreia de Emerson Fittipaldi como terceiro piloto da equipe no Grande Prêmio da Grã-Bretanha e o brasileiro marcou seus primeiros pontos na corrida seguinte, o Grande Prêmio da Alemanha. Mesmo sendo um calouro, Fittipaldi exercerá papel decisivo na corrida norte-americana, pois seu novo companheiro de time é o estreante Reine Wisell. Por sua vez a Ferrari aposta na combinação entre o arrojo do novato Clay Regazzoni e a experiência de Jacky Ickx, vice-campeão mundial de 1969.

### Maranello sai na frente
Jacky Ickx assegurou a pole position corroborando o bom momento da Ferrari enquanto Jackie Stewart ficou em segundo lugar com sua Tyrrell enquanto a segunda fila contava com a Lotus de Emerson Fittipaldi e a BRM de Pedro Rodríguez enquanto Chris Amon ficou em quinto com a March e Clay Regazzoni levou a outra Ferrari ao sexto lugar num grid formado com vinte e quatro carros.
Para a etapa norte-americana a Surtees disponibilizou um segundo carro para Derek Bell enquanto a BRM inscreveu um quarto carro para Peter Westbury, bicampeão britânico de subida de montanha, mas este não conseguiu classificar-se à disputa, mesmo destino de Pete Lovely numa Lotus privada e Andrea de Adamich guiando uma McLaren-Alfa Romeo. Na seara dos estreantes o sueco Reine Wisell classificou sua Lotus em nono lugar enquanto o norte-americano Gus Hutchison sairá na vigésima segunda posição.

### Jochen Rindt campeão
Jackie Stewart fez uma boa largada e conseguiu a ponta enquanto Pedro Rodríguez e Jacky Ickx revezavam-se em segundo lugar durante boa parte da prova. Até a consolidação deste cenário, contudo, Rodríguez estava adiante das duas Ferrari enquanto Fittipaldi caiu para oitavo. Cauteloso, o brasileiro atingiu a zona de pontuação na décima quinta volta enquanto Stewart mantinha-se adiante de Ickx e Regazzoni colocava-se à frente de Rodríguez e Amon. Quando Regazzoni e Amon foram aos boxes trocar os pneus, Fittipaldi subiu para o quarto posto antes da metade da prova. Na volta 57, foi a vez de Jacky Ickx parar para corrigir um vazamento de combustível e enterrou ali suas chances de título. Nesse momento Stewart estava adiante de Rodríguez e Fittipaldi chegava ao terceiro lugar tendo atrás de si seu companheiro de equipe, Reine Wisell.
Após liderar por oitenta e duas voltas, Stewart abandonou por causa de um defeito em sua Tyrrell e assim Rodríguez alcançou a liderança com vinte segundos de vantagem sobre Fittipaldi, mas a sorte do mexicano mudou após a centésima  volta quando a BRM chamou seu piloto para reabastecer e assim Fittipaldi chegou ao primeiro lugar. Graças ao bom trabalho executado no pit lane, Rodríguez voltou em segundo adiante de Wisell, ordem inalterada até o fim da corrida. Completando a zona de pontuação, os outros pilotos ficaram a uma volta do vencedor: em quarto lugar chegou a Ferrari de Jacky Ickx numa excelente prova de recuperação cujo ato final foi superar a March de Chris Amon a quatro voltas do final enquanto Derek Bell marcou o único ponto de sua carreira ao chegar em sexto com a Surtees.
Emerson Fittipaldi completou as 108 voltas da prova e recebeu a bandeirada com 36 segundos de vantagem sobre Rodriguez. Ao cruzar a linha de chegada, ele viu Colin Chapman pulando e jogando seu boné para o alto tal como nas vitórias de Jim Clark, Graham Hill e Jochen Rindt. Graças à sua primeira vitória na Fórmula 1, o brasileiro sacramentou o título mundial de Jochen Rindt entre os pilotos e o da Lotus entre os construtores. "Emerson é o ganhador aqui e Jochen o campeão mundial. E tinha que ser assim. Ambos mereciam, o primeiro porque é um grande volante e Rindt porque era o melhor do mundo atualmente", disse o proprietário da Lotus ao comentar o resultado do Grande Prêmio dos Estados Unidos, cuja imagem final tinha Emerson Fittipaldi no alto do pódio tendo ao seu lado o mexicano Pedro Rodriguez e o sueco Reine Wisell, este satisfeito com o melhor resultado de sua carreira. Um público estimado em 110 mil pessoas assistiu a corrida.

### Primeira vitória do Brasil
Primeiro brasileiro a vencer na Fórmula 1, Emerson Fittipaldi deixa os Estados Unidos em décimo lugar no mundial de pilotos (12 pontos). O êxito em terras norte-americanas atestou o talento precoce do brasileiro, pois o mesmo venceu logo em sua quarta corrida na categoria e ainda foi alçado à história, pois tornou-se o primeiro sul-americano a triunfar desde o pentacampeão Juan Manuel Fangio no Grande Prêmio da Alemanha de 1957. O ídolo argentino, aliás, foi lembrado por Fittipaldi em meio à euforia pela vitória, tal como um amigo recém-falecido: "Rindt é a pessoa que sempre tive em mente desde que iniciei a correr, há 14 meses. Ele e Juan Manuel Fangio sempre foram meus ídolos".
Em 2020 Emerson Fittipaldi relembrou, em depoimento, os 50 anos de sua primeira vitória na Fórmula 1 e nele o bicampeão mundial expôs os bastidores dos dias que antecederam sua consagração, a começar pela surpresa em ser confirmado como primeiro piloto da Lotus, afinal a lógica recomendava a contratação de alguém experiente para soerguer a equipe. A confiança depositada permitiu a Fittipaldi alcançar o terceiro lugar no grid e até mesmo superar uma febre de 40 graus antes do domingo decisivo e quando este chegou, uma surpresa: a pista estava "meio molhada, meio seca" e assim permaneceu até metade da corrida quando seu desempenho melhorou em pista seca e ele pôde assumir a liderança da prova e sentir a emoção da vitória.
Com a fleuma que lhe é peculiar, Emerson Fittipaldi definiu aquele como um dos fins de semana mais marcantes de sua carreira, mas não sem antes expressar surpresa por ter ocorrido há cinquenta anos! Bem-humorado, lembrou a reação que teve ao chegar em Nova York e observar que o funcionário do hotel onde se hospedaria estava lendo o caderno esportivo do The New York Times e nele uma manchete destacava: Emerson who (?) won the U.S.Grand Prix. Ao conferir os documentos de seu hóspede, o homem perguntou "Mas esse aqui é você?". "Sim, sou eu", respondeu o brasileiro.

## Classificação da prova
| Pos    | Nº. | Piloto               | Construtor         | Voltas | Tempo/Diferença | Grid | Pontos |
| ------ | --- | -------------------- | ------------------ | ------ | --------------- | ---- | ------ |
| 1      | 24  | Emerson Fittipaldi   | Lotus-Ford         | 108    | 1:57:32.79      | 3    | 9      |
| 2      | 19  | Pedro Rodríguez      | BRM                | 108    | + 36.39         | 4    | 6      |
| 3      | 23  | Reine Wisell         | Lotus-Ford         | 108    | + 45.17         | 9    | 4      |
| 4      | 3   | Jacky Ickx           | Ferrari            | 107    | + 1 volta       | 1    | 3      |
| 5      | 12  | Chris Amon           | March-Ford         | 107    | + 1 volta       | 5    | 2      |
| 6      | 18  | Derek Bell           | Surtees-Ford       | 107    | + 1 volta       | 13   | 1      |
| 7      | 8   | Denny Hulme          | McLaren-Ford       | 106    | + 2 voltas      | 11   |        |
| 8      | 7   | Henri Pescarolo      | Matra              | 105    | + 3 voltas      | 12   |        |
| 9      | 11  | Jo Siffert           | March-Ford         | 105    | + 3 voltas      | 23   |        |
| 10     | 15  | Jack Brabham         | Brabham-Ford       | 105    | + 3 voltas      | 16   |        |
| 11     | 29  | Ronnie Peterson      | March-Ford         | 104    | + 4 voltas      | 15   |        |
| 12     | 16  | Rolf Stommelen       | Brabham-Ford       | 104    | + 4 voltas      | 19   |        |
| 13     | 4   | Clay Regazzoni       | Ferrari            | 101    | + 7 voltas      | 6    |        |
| 14     | 9   | Peter Gethin         | McLaren-Ford       | 100    | + 8 voltas      | 21   |        |
| Ret    | 1   | Jackie Stewart       | Tyrrell-Ford       | 82     | Óleo            | 2    |        |
| Ret    | 14  | Graham Hill          | Lotus-Ford         | 72     | Embreagem       | 10   |        |
| Ret    | 2   | François Cevert      | March-Ford         | 62     | Roda            | 17   |        |
| Ret    | 30  | Tim Schenken         | De Tomaso-Ford     | 61     | Suspensão       | 20   |        |
| Ret    | 27  | Jo Bonnier           | McLaren-Ford       | 50     | Cano d'água     | 24   |        |
| Ret    | 6   | Jean-Pierre Beltoise | Matra              | 27     | Handling        | 18   |        |
| Ret    | 31  | Gus Hutchison        | Brabham-Ford       | 21     | Vazamento       | 22   |        |
| Ret    | 20  | Jackie Oliver        | BRM                | 14     | Motor           | 7    |        |
| Ret    | 21  | George Eaton         | BRM                | 10     | Motor           | 14   |        |
| Ret    | 17  | John Surtees         | Surtees-Ford       | 6      | Motor           | 8    |        |
| DNQ    | 32  | Peter Westbury       | BRM                |        |                 |      |        |
| DNQ    | 28  | Pete Lovely          | Lotus-Ford         |        |                 |      |        |
| DNQ    | 10  | Andrea de Adamich    | McLaren-Alfa Romeo |        |                 |      |        |
| Fonte: |     |                      |                    |        |                 |      |        |

## Tabela do campeonato após a corrida
|        | Pos. | Piloto         | Pontos |
| ------ | ---- | -------------- | ------ |
|        | 1    | Jochen Rindt   | 45     |
|        | 2    | Jacky Ickx     | 31     |
|        | 3    | Clay Regazzoni | 27     |
|        | 4    | Jackie Stewart | 25     |
|        | 5    | Jack Brabham   | 25     |
| Fonte: |      |                |        |

|        | Pos. | Construtor   | Pontos |
| ------ | ---- | ------------ | ------ |
|        | 1    | Lotus-Ford   | 59     |
|        | 2    | Ferrari      | 46     |
|        | 3    | March-Ford   | 45     |
|        | 4    | Brabham-Ford | 35     |
|        | 5    | McLaren-Ford | 31     |
| Fonte: |      |              |        |

- Nota: Somente as primeiras cinco posições estão listadas e os campeões da temporada surgem destacados em negrito. Em 1970 os pilotos computariam seis resultados nas sete primeiras corridas do ano e cinco nas últimas seis. Neste ponto esclarecemos: na tabela dos construtores figurava somente o melhor colocado dentre os carros de um time.